# ذات جيم كومباني
ذات جيم كومباني (بالإنجليزية: Thatgamecompany)‏ هي شركة أمريكية متخصصة في ألعاب الفيديو ، تأسست عام 2006 ويقع مقرها في لوس أنجلوس. تقوم الشركة بـ تطوير ألعاب الفيديو. من أشهر ألعابها جورناي (لعبة فيديو). سبق للشركة أن وقعت عقدا مع سوني كمبيوتر إنترتينمنت لتطوير ثلاثة ألعاب لخدمة بلاي ستيشن نيتورك.

## بعض ألعابها
- فلو
- فلاور
- جورني
- سكاي